# Encore - The Whole Story
Encore - The Whole Story är en musikvidoealbum av Scooter från 2002 med låtar från konsertturnen Encore samma år.

## Låtlista
1. Posse (I Need You On The Floor)
2. We Bring The Noise
3. R U :) ?
4. Aiii Shot The DJ
5. FasterHarderScooter
6. I'm Raving
7. Rhapsody in E.
8. Stuttgart
9. Call Me Mañana
10. Fuck The Millennium
11. Habanera
12. Am Fenster
13. Eyes Without a Face
14. No Fate
15. Greatest Beats + How Much Is The Fish? + Surfin' Bird
16. Ramp! (The Logical Song)
17. The Age of Love
18. Fire
19. Endless Summer
20. Hyper Hyper+Don't Your Forget About Me
21. Move Your Ass!